# Rucklidgeite
La rucklidgeite è un minerale.